# 卡蒂省

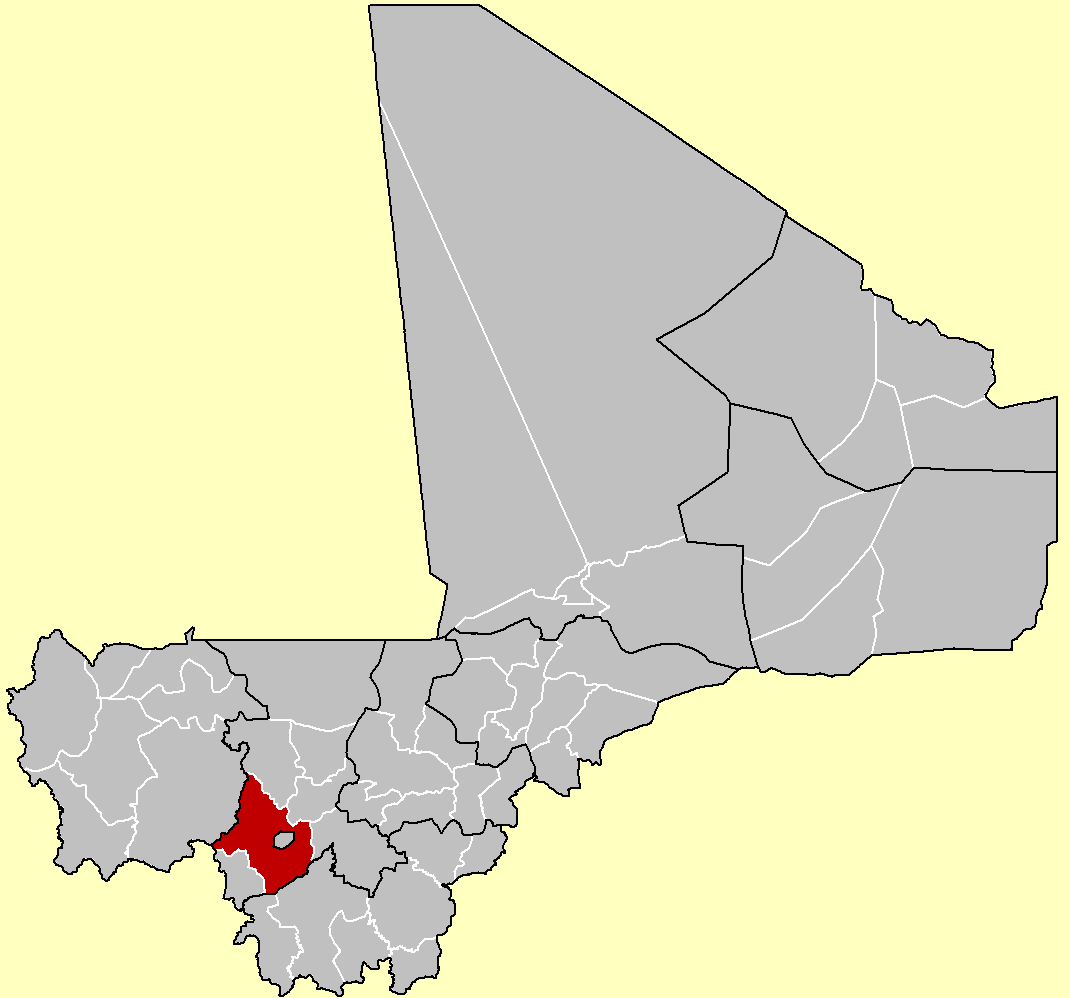

卡蒂省（法語：Cercle de Kati），是馬里的省份，位於該國西部，由庫利科羅區負責管轄，首府設於卡蒂，面積16,897平方公里，2009年人口948,128，人口密度每平方公里56.11人。